# スズキ・デスペラード
デスペラード (Desperado) は、スズキが製造・販売していたクルーザー（アメリカン）タイプのオートバイのシリーズ車種。

## 概要
デスペラードは、400ccクラス（普通自動二輪車）と800ccクラス（大型自動二輪車）の排気量において1996年に発売された。
日本国内向けのラインナップとしては、1993年から1994年に発売されたVS系イントルーダーの後継にあたり、2001年に登場したVL系イントルーダーがデスペラードの後継となる。
2000年をもって国内販売を終了し、海外仕様についても2004年モデルを最後として生産を終了している。
車種名の「デスペラード」は、英語で「ならず者」、「無法者」などを意味する語。

## モデル一覧

### デスペラード400 / 400X / ワインダー

#### 前期型（VZ400T / VZ400ZT）
デスペラード400（VZ400T）・デスペラード400X（VZ400ZT）は、1996年5月より、ドラッグレーサーイメージのアメリカンモデルとして販売開始された。400Xはビキニカウルとアンダーカウルを装備したモデルである。搭載されるエンジンは、イントルーダー400と同系列の水冷SOHC4バルブV型2気筒を採用。最高出力は33ps/7,500rpmを発揮。また、駆動方式はイントルーダーとは異なり、シャフトドライブではなくチェーン駆動が採用されている。国産クルーザーとしては初めて倒立式のフロントフォークを採用した点も特徴である。

#### 後期型（VZ400V / VZ400ZV）
1997年4月には細部を変更するマイナーチェンジが行われた。主な相違点は、最高出力が5psアップされ38ps/8,500rpmに、小型ウインカーの採用、エキゾーストパイプの取り回し・マフラー形状変更など。デスペラード400・デスペラード400Xともに2000年をもって販売終了した。
ちなみに、同クラスの国産クルーザータイプのオートバイの中ではもっともパワフルなエンジンである。1997年式の「水冷V型2気筒クルーザー」の出力に限って比較した場合、ホンダ・スティード400が31PS、カワサキ・バルカン（400）が33PS、ヤマハ・ドラッグスター400が37PSとなっている。なお、車重に関してもデスペラードが最軽量である。

#### デスペラードワインダー（VZ400BX）
1999年には、より高級感を前面に押し出したバリエーションモデルとしてデスペラードワインダーが追加された。
車種名に含まれる「ワインダー」とは、英語で「時計のネジを巻く」事を意味する語であり、おもに語感の良さから命名された。
デスペラードワインダーにてベースモデルから変更された点は、フロントフォークが倒立式から正立式に変更、フロントホイールが16インチ径キャストから19インチ径スポークに変更（リア周りは変更なし）となっており、エンジンおよび車体各部パーツに結晶塗装仕上げの採用などが特徴的である。
2000年をもって販売終了した。

### デスペラード800 / 800X
デスペラード400の上位機種となるデスペラード800（VS53B）は、1996年11月に発売された。車体は400ccモデルと共通だが、排気量は800ccクラスとなり、50ps / 6.6kgf・mを発揮するエンジンによりトルクフルな走りを実現した。
デスペラード800は1998年、デスペラード800Xは1999年をもって販売終了した。
海外仕様は「VZ800マローダー / マローダー（800）」の車名で販売され、2004年モデルが最終となった。後継機種は、2005年に登場したVZ系の新型「ブルバードM800 / ブルバードM50」となる。
仕様沿革
- 1997年：VZ800V / VZ800ZV
- 1998年：VZ800W
- 1999年：VZ800X
- 2000年：VZ800Y
- 2001年：VZ800K1
- 2002年：VZ800K2
- 2003年：VZ800K3
- 2004年：VZ800K4

## アフターパーツについて
アフターパーツは現在ほとんど存在しない。
現在でも販売している場所は「オートリメッサ」「VZ-CUSTOM」など。